# Vega Media del Segura
La Vega Media del Segura è una delle 12 comarche della Regione di Murcia. Conta 117.707 abitanti ed ha come capoluogo la città di Molina de Segura.
È situata a nord della capitale regionale ed occupa il corso medio della valle del Segura, da cui prende il nome.
L'economia si basa sull'agricoltura che, grazie all'irrigazione a goccia, consente ottime produzioni di arance, limoni, pompelmi, pesche e albicocche oltre che di altri frutti ed ortaggi. Importante è sicuramente l'industria; soprattutto a Molina de Segura sono localizzate numerose industrie ed aziende di logistica.
A partire dagli anni sessanta del XX secolo, a Molina de Segura sono state costruite numerose zone residenziali (o urbanizaciones) posizionando questo comune ai primi posti per numero di seconde abitazioni di tutta la regione.
La comarca è attraversata dall'autovía A-30 (Autovía de Murcia) Albacete-Murcia-Cartagena e dalle strade nazionali N-301 Madrid-Cartagena e N-344 Valencia-Almería.

## Comuni
|                        | \| Comune \| Abitanti \| \| ---------------------- \| -------- \| \| Molina de Segura \| 68.775 \| \| Las Torres de Cotillas \| 21.608 \| \| Ceutí \| 10.881 \| \| Alguazas \| 9.460 \| \| Lorquí \| 6.983 \| |
| Comune                 | Abitanti |
| Molina de Segura       | 68.775 |
| Las Torres de Cotillas | 21.608 |
| Ceutí                  | 10.881 |
| Alguazas               | 9.460 |
| Lorquí                 | 6.983 |